# Anomala fuscosignata
Anomala fuscosignata är en skalbaggsart som beskrevs av Ohaus 1905. Anomala fuscosignata ingår i släktet Anomala och familjen Rutelidae. Inga underarter finns listade i Catalogue of Life.